# Aprey
Aprey es una comuna francesa situada en el departamento de Alto Marne, en la región de Gran Este.

## Demografía
| 212 | 205 | 185 | 199 | 171 | 188 | 187 |
| Para los censos de 1962 a 1999 la población legal corresponde a la población sin duplicidades (Fuente: INSEE [Consultar]) |     |     |     |     |     |     |